# Operatie Pegasus

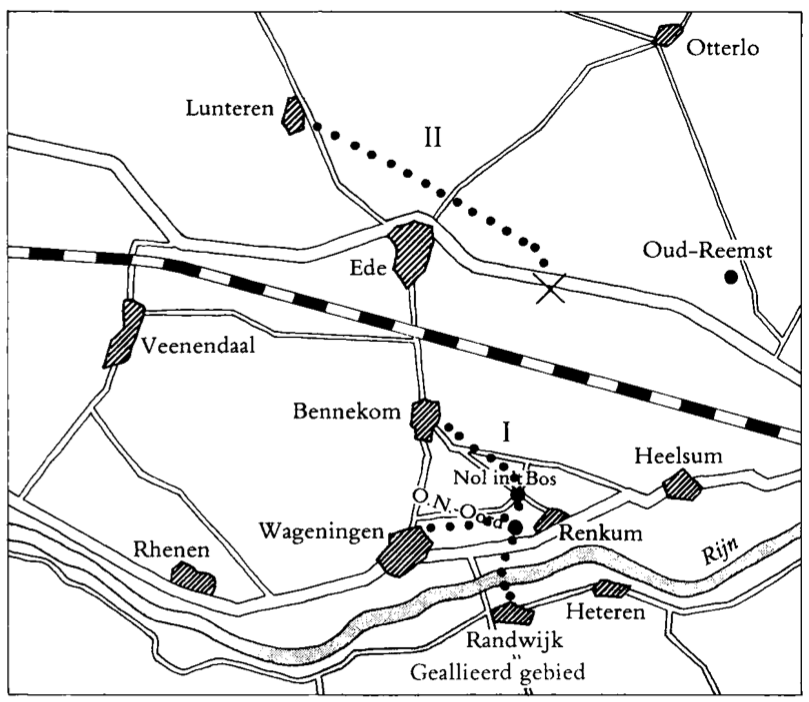
Pegasus I en Pegasus II

Operatie Pegasus betrof twee militaire operaties (Pegasus 1 en 2) nabij Renkum in de Nederlandse provincie Gelderland in oktober en november 1944 met als doel geallieerde militairen na de Slag om Arnhem vanuit bezet gebied te evacueren over de Nederrijn naar geallieerd gebied.

## Achtergrond
Na de nederlaag bij Arnhem moest de Britse 1e Luchtlandingsdivisie vele duizenden militairen achterlaten aan de noordzijde van de Rijn. Sommigen wisten zich te verbergen voor de Duitsers, anderen wisten te ontsnappen nadat ze gevangen waren genomen. Veel van deze militairen werden opgevangen en verborgen door het plaatselijke verzet op en rond de Veluwe.
Toen duidelijk werd dat het Britse tweede leger niet snel zou oprukken over de Rijn, werd een plan gemaakt om de vele verborgen militairen te evacueren over de Rijn. Luitenant-kolonel David Dobie, commandant van het eerste parachutistenbataljon, keerde al eerder via Maurik terug achter de geallieerde linies om toestemming te verkrijgen en de actie te coördineren.

## Operatie Pegasus 1
Operatie Pegasus 1 in de nacht van 22 op 23 oktober 1944 was een succes, waarbij meer dan honderd mensen geëvacueerd werden. In de nacht van 22-23 oktober kreeg Easy Company van het 506th Parachute Infantry Regiment, Amerikaanse 101e Luchtlandingsdivisie de opdracht de evacuatie te beveiligen door een sterke patrouille naar de noordkant van de rivier te sturen. Onder de ontsnapte militairen van Pegasus 1 bevonden zich onder andere brigadegeneraal Gerald Lathbury en luitenant ter zee Charles Douw van der Krap.

## Operatie Pegasus 2
Niet alle militairen hadden tijdens Operatie Pegasus 1 op tijd het verzamelpunt bereikt. Daarnaast was er een aanvulling van militairen die uit krijgsgevangenschap waren ontsnapt of met een vliegtuig boven bezet gebied waren neergestort. Nog vol van het optimisme van de eerste geslaagde ontsnapping werd er besloten een tweede poging te wagen. De omstandigheden waren echter intussen behoorlijk verslechterd. Tijdens Operatie Pegasus 1 had men nog gebruik kunnen maken van de chaos op straat omdat Bennekom werd geëvacueerd. Nu moest de groep door een sperrgebiet van zo'n 10 kilometer breed trekken waar de Duitsers zich goed hadden ingegraven. De crossers werden ontdekt. Twee man werden direct doodgeschoten, een overleed binnen een paar dagen aan zijn verwonding, terwijl een drietal enkele maanden later werden geëxecuteerd. Ongeveer de helft van de geallieerde soldaten raakte in krijgsgevangenschap.

## Nasleep
Gedurende de winter van 1944 werd een aantal andere geallieerde militairen over de Rijn gesmokkeld, alleen of in kleine groepjes, veelal via de Biesbosch.